# Neosigara
Neosigara is een geslacht van wantsen uit de familie van de Corixidae (Duikerwantsen). Het geslacht werd voor het eerst wetenschappelijk beschreven door Lundblad in 1928.

## Soorten
Het genus bevat de volgende soorten:

- Neosigara akanthinomeros Padilla Gil & Nieser, 1994
- Neosigara aristera Nieser & Padilla Gil, 1992
- Neosigara columbiensis Lundblad, 1928
- Neosigara griffini (Kirkaldy, 1899)
- Neosigara murilloi Hungerford, 1948
- Neosigara paramo Tinerella & J. Polhemus, 2006
- Neosigara sterea Nieser & Padilla Gil, 1992